# Arbela (Misuri)
Arbela es un pueblo ubicado en el condado de Scotland en el estado estadounidense de Misuri. En el Censo de 2010 tenía una población de 41 habitantes y una densidad poblacional de 175,89 personas por km².

## Geografía
Arbela se encuentra ubicado en las coordenadas 40°27′47″N 92°0′56″O / 40.46306, -92.01556. Según la Oficina del Censo de los Estados Unidos, Arbela tiene una superficie total de 0.23 km², de la cual 0.23 km² corresponden a tierra firme y (0%) 0 km² es agua.

## Demografía
Según el censo de 2010, había 41 personas residiendo en Arbela. La densidad de población era de 175,89 hab./km². De los 41 habitantes, Arbela estaba compuesto por el 97.56% blancos, el 0% eran afroamericanos, el 0% eran amerindios, el 0% eran asiáticos, el 0% eran isleños del Pacífico, el 2.44% eran de otras razas y el 0% pertenecían a dos o más razas. Del total de la población el 2.44% eran hispanos o latinos de cualquier raza.